# Андриан (Бердышев)

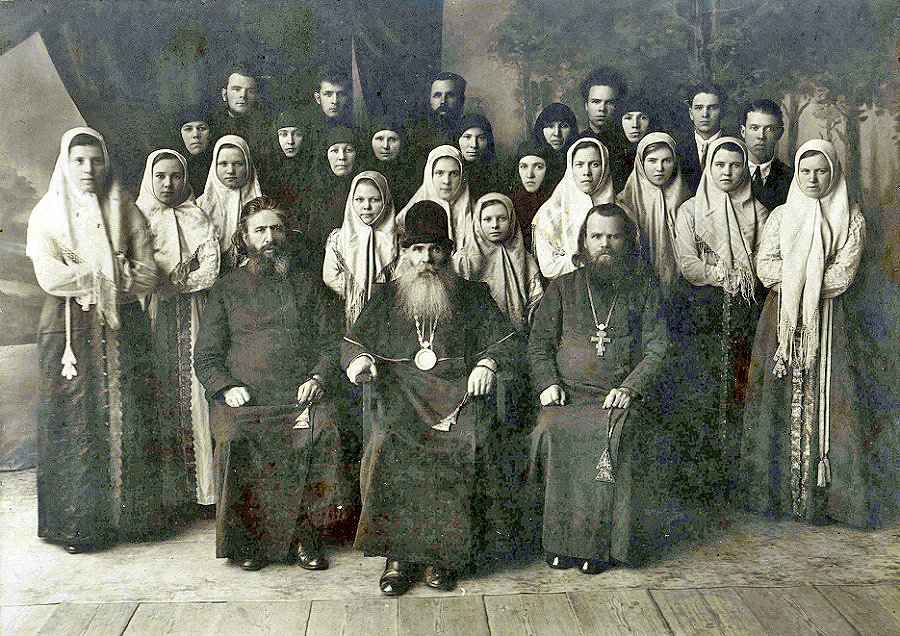
C группой прихожан в Миассе.

Епископ Андриан (в миру Андрей Яковлевич Бердышев; 1 сентября 1871, с. Лая, Верхотурский уезд, Пермская губерния — июнь 1934, Малая Лая, Свердловская область) — епископ Древлеправославной Церкви Христовой (старообрядцев, приемлющих белокриницкую иерархию), епископ Семипалатинский и Миасский.

## Биография
Был рукоположён епископом Антонием во священника около 1907 года в Никольскую старообрядческую церковь в Лае.
Приблизительно в 1909 году переведён вторым священником Троицкой церкви города Екатеринбурга, а после смерти Пимена Огнева стал настоятелем храма, возведён в сан протоиерея.
В 1919 году овдовел и в 1920 году, приняв иноческий постриг с именем Андриан.
В 1922 году на благочинническом съезде, проходившем при участии епископ Тихона (Сухова), избран кандидатом во епископы. Предполагалось, что хиротонию совершат епископы Тихон (Сухов) и Иоанникий (Иванов), однако последний не мог прибыть в назначенное время, а от единоличного рукоположения епископ Андрей отказался.
В августе 1922 года прибыл в Москву, и 1 (13) сентября епископами Рязанским и Егорьевским Александром (Богатенковым) и Калужско-Смоленским Савой (Ананьевым) был хиротонисан во епископа.
Участвовал в работе Освященных Соборов в 1925—1927 годов.
6 (19) января 1930 года Миасским народным судом был приговорён к лишению свободы сроком на два года, затем примерно через два с половиной месяца освобождён из-под стражи с заменой срока заключения на трёхлетнюю ссылку в Архангельск. В середине мая 1930 года прибыл в Архангельск, где получил предписание отправиться в Великий Устюг, а в этом городе — в село Вознесенье-Вохма Бельковского сельсовета Северо-Двинского округа по тогдашнему административно-территориальному делению.
Временное управление епархией по решению Совета архиепископии от 19 мая (1 июня) 1930 года было поручено епископу Иринарху (Парфёнову). По окончании ссылки епископ Андриан вернулся на родину.
В июне 1934 года скончался. По устным свидетельствам после операции по удалению грыжи. Похоронен в селе Малая Лая Свердловская области.